# Киевская археологическая культура
Ки́евская культу́ра — археологическая культура, датируемая III — началом V века. Распространена в бассейне верхнего течения Западной Двины, лесном и лесостепном Поднепровье, лесостепной части бассейнов Северского Донца, Хопра и левобережных притоков Волги. Одна из ключевых археологических общностей, связанных с этногенезом славян.

## История исследования
В 40-х и 50-х годах XX века на территории Киева и окрестностей был изучен ряд памятников, сходных с древностями зарубинецкой культуры, но более поздних. Археолог В. Н. Даниленко решил, что именно они отражают один из этапов славянского этногенеза, назвав их памятниками киевского типа. Термин киевская культура обрёл популярность в конце 1970-х годов и закрепился в научном обиходе после выхода трудов Е. А. Горюнова и Р. В. Терпиловского.
Первые находки керамики с расчёсами, ныне относимой к киевской культуре, случились в 1920-х годах (работы А. Н. Лявданского, Ф. Балодиса, К. М. Поликарповича). Позднее киевские памятники Беларуси и Смоленщины изучались О. Н. Мельниковской, Л. Д. Поболем, П. Н. Третьяковым, А. Г. Митрофановым, Г. В. Штыховым, Е. А. Шмидтом и О. Н. Левко. Работы в Среднем Поволжье проводились Р. Г. Фахрутдиновым, Г. И. Матвеевой и другими учёными. Исследованиями памятников киевской культуры лесостепного Днепровского Левобережья занимались А. В. Алихова, Е. В. Махно, П. Н. Третьяков, Е. А. Горюнов, Э. А. Сымонович, О. Н. Мельниковская, О. В. Сухобоков, В. П. Коваленко, Е. В. Максимов, Р. В. Терпиловский, А. В. Шекун, А. М. Обломский, М. Б. Щукин, В. В. Приймак и другие археологи.

## География распространения и локальные варианты

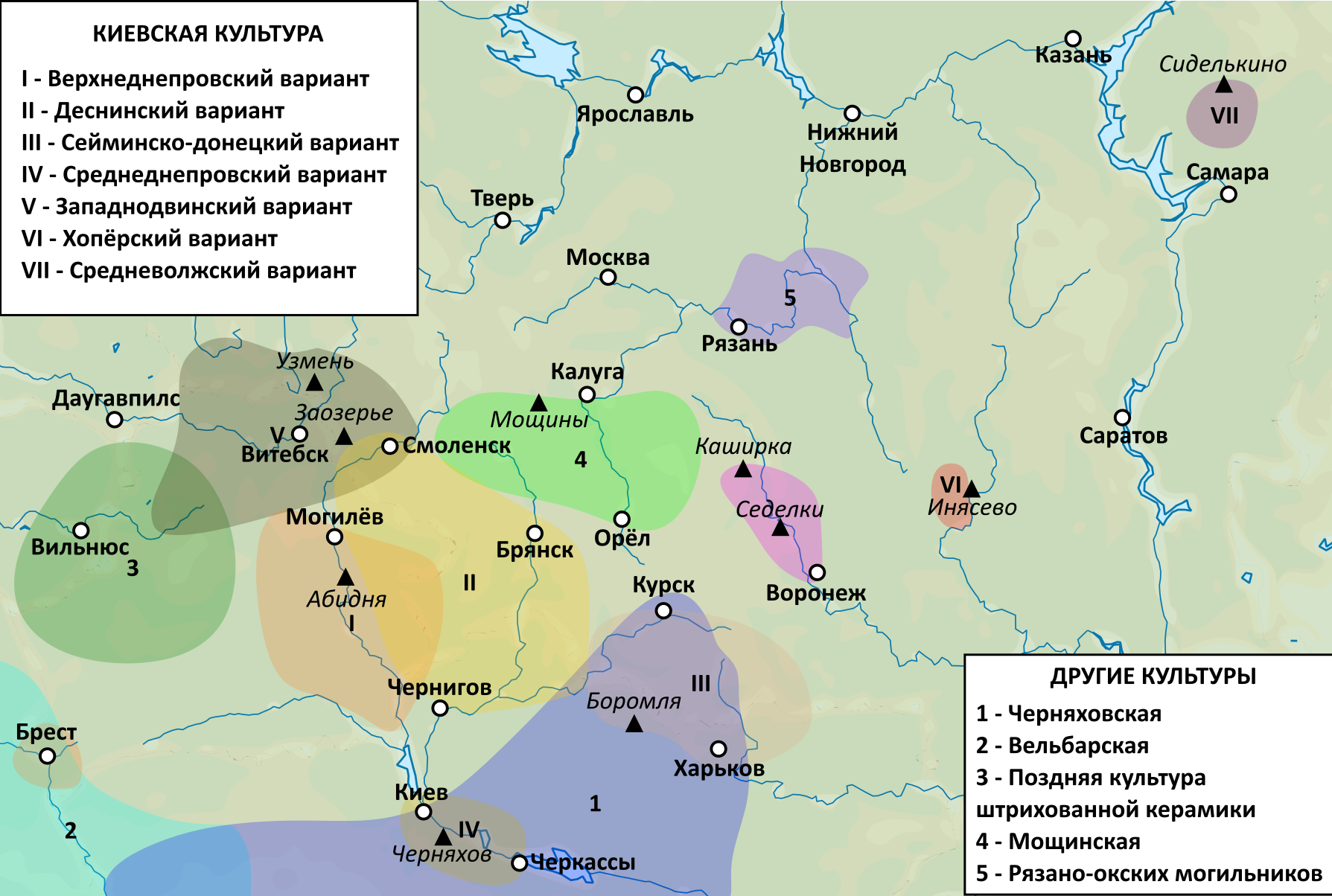
Локальные варианты киевской культуры

В основном ареале киевской культуры выделяются четыре локальных варианта:
- Верхнеднепровский — памятники лесного Поднепровья и бассейна Западного Буга;
- Среднеднепровский — памятники лесостепного Поднепровья вплоть до Роси;
- Деснинский — памятники бассейна Десны, среднего и нижнего течений Сейма;
- Сейминско-донецкий — памятники востока Днепровского Левобережья, верхних течений Сейма, Северского Донца и Оскола[1][10].

В 1990-х годах выделен также западнодвинский вариант киевской культуры (круг памятников Заозерье-Узмень), распространённый на севере Беларуси, а также в Смоленской и Псковской областях России. По мнению Р. В. Терпиловского, памятники типа Заозерья возникли вследствие контактов носителей киевской культуры с восточными балтами. Группы киевских древностей выявлены в бассейне Хопра (памятники типа Инясево) и Среднем Поволжье (памятники типа Сиделькино-Тимяшево).
Н. Н. Дубицкая исключает памятники верхнеднепровского варианта из числа киевских, относя их к самобытной абидненской культуре (она же культура Абидня). Их отличие от памятников киевской культуры Среднего Поднепровья и Подесенья отмечал М. Б. Щукин. Е. А. Шмидт относит киевские древности Смоленского Поднепровья к тушемлинской культуре, восходящей к днепро-двинским традициям.

## Формирование и хронология
Киевская культура сложилась на рубеже II—III веков на основе традиций позднезарубинецких племён при участии носителей пшеворской культуры (в лесостепной зоне) и культуры штрихованной керамики (в лесном Поднепровье и Подесенье). Роль того или иного компонента в разных локальных вариантах киевской культуры остаётся предметом дискуссий. Пшеворское влияние отражают специфическая посуда и кремации в урнах, найденные в верховьях Псла.
Во второй половине III века носители черняховской культуры вступили во взаимодействие с сейминско-донецкими группами киевской культуры, что привело к появлению «киевского компонента» в материальной культуре черняховцев. Среднеднепровские группы киевской культуры были ими вытеснены или ассимилированы. В Верхнем Подонье возникла специфическая группа памятников (типа Каширка-Седелки), облик которых наследует как черняховские, так и киевские традиции.
В IV веке носители деснинского варианта киевской культуры, конфликтовавшие с черняховцами, заняли большую часть ареала верхнеднепровского варианта.

## Материальная культура
Носители киевской культуры жили за счёт земледелия (подсечного или переложного) и животноводства. Поселения в основном неукреплённые (их остатки представляют собой селища), на севере ареала встречаются городища. Размеры поселений колеблются в диапазоне от 0,06 га до 13,9 га. Жилища преимущественно углублённые, срубной или каркасной конструкции, прямоугольной формы. В лесостепной полосе существовали постройки с глиняной обмазкой стен. Отопление, как правило, очажное; в лесной зоне встречаются печи-каменки, а в лесостепной — так называемые камины (печи в нишах, вырезанных в материковой глине).
Керамика киевской культуры делится на груболепную (тарную и кухонную) и лощёную (столовую). Керамический комплекс состоит из горшков, мисок, корчаг, дисков (крышек или лепёшниц), плошек, миниатюрных сосудов, пряслиц (как правило, биконических), грузил. При изготовлении посуды применялся поворотный столик. Среди керамики раннего этапа известны специально ошершавленные («хроповатые») сосуды. Для памятников лесной зоны (в особенности для верхнеднепровского и западнодвинского вариантов) характерна керамика, покрытая расчёсами, а также штрихованная.
В полевой практике киевскую культуру относят к числу «керамических»: археологические находки представлены по большей части обломками посуды, иных вещей крайне мало. Среди изделий из железа — серпы, проушные топоры, наконечники копий и дротиков, шпоры, иглы с ушком и другие предметы. Из камня изготавливались зернотёрки, на среднем и позднем этапах — ротационные жернова. Распространены украшения круга восточноевропейских выемчатых эмалей. Также встречаются бронзовые и железные фибулы, детали поясных наборов. Зачастую они импортного происхождения (центральноевропейского, для среднего и позднего этапов — черняховского), известны имитации привозных изделий и местные серии. Поддерживались связи с носителями черняховской культуры и обитателями античных городов Северного Причерноморья, откуда поступало вино и другие продукты в амфорах, посуда, фибулы, гребни, бусы, римские монеты и другие вещи.
Для погребального обряда киевской культуры характерна кремация на стороне. Кости покойника, перемешанные с остатками погребального костра и обломками посуды, помещались в ямку. Урны и инвентарь в захоронениях встречаются редко. Погребальный обряд верхнеднепровского варианта (культуры Абидня) включает некоторые пшеворские традиции.

## Историческая судьба
Миграции населения Восточной Европы, вызванные нашествием гуннов, привели к распаду киевской культуры. В конце IV — начале V века её деснинский вариант перерос в колочинскую культуру. Керамический комплекс наиболее поздних киевских памятников деснинского варианта отличается от раннеколочинского лишь нюансами. Иные носители деснинского варианта продвинулись в лесостепное Поднепровье, где зародилась пеньковская культура. В формировании последней поучаствовали также местные киевские группы и носители «киевского компонента» черняховской культуры. Традиции сейминско-донецкого варианта вкупе с черняховскими породили культурную общность, следами которой остались памятники типа Замятино-Чертовицкое в лесостепном Подонье. Западнодвинский вариант послужил основой для появления культуры псковских длинных курганов, памятников круга Тушемли, памятников удомельского типа в верхнем Поволжье и других культурных групп; средневолжский вариант стал одним из компонентов именьковской культуры.

## Этническая принадлежность
По мнению многих учёных (Л. Д. Поболя, А. М. Обломского, И. О. Гавритухина, Р. В. Терпиловского, Н. В. Лопатина, А. Г. Фурасьева, П. Н. Третьякова, Д. А. Мачинского, В. Д. Барана, Д. Н. Козака, В. Н. Даниленко и других), носители киевской культуры были славянами. Часть исследователей (В. В. Седов, А. М. Медведев) полагает, что памятники киевской культуры оставлены балтоязычным населением. И. Вернер, М. Б. Щукин и С. Е. Рассадин считали киевскую культуру отражением балто-славянской языковой общности.
Основным аргументом в пользу славянской атрибуции киевской культуры выступает её связь с пеньковской, приписываемой антам. С точки зрения А. М. Обломского, распространение черняховской культуры в Днепровском Левобережье в IV веке, сопровождавшееся ассимиляцией части аборигенного населения (носителей сейминско-донецкого варианта киевской культуры), отразилось в рассказе Иордана, сообщающего о походах Германариха на меренс, морденс и херулов, в результате чего им были завоеваны венеты. Упомянутым Иорданом антам, вероятно, соответствуют группы населения киевской культуры, вошедшие в состав пеньковской общности. Помимо Обломского, к отождествлению носителей киевской культуры с венетами (известными также как венеды) склоняются А. Г. Фурасьев, М. Б. Щукин, Д. А. Мачинский, Г. С. Лебедев, М. М. Казанский, Р. В. Терпиловский, М. В. Любичев и В. Л. Носевич.